# Matveï Zotov
Pour les articles homonymes, voir Zotov.
Matveï Ivanovitch Zotov (en russe : Матвей Иванович Зотов) est un aviateur soviétique, né le 29 novembre 1914 et décédé le 2 septembre 1970. Pilote de chasse et as de la Seconde Guerre mondiale, il fut distingué par le titre de Héros de l'Union soviétique.

## Carrière
Matveï Zotov est né le 29 novembre 1914 à Klekotki (Клекотки), dans le gouvernement de Toula (dans l'actuelle oblast de Riazan). Il s'engagea dans l'Armée rouge en 1935 et reçut son brevet de pilote du collège militaire de l'Air d'Odessa en 1937.
Dès juin 1941, il combattit les envahisseurs allemands. En 1943, nommé commandant (major) et officier de navigation au 427e régiment de chasse aérienne (427.IAP), il participa aux batailles aériennes du front central. En juillet suivant, il prit part à la bataille de Koursk et en 1944 il reçut le commandement du 149e régiment de chasse aérienne de la Garde (149.GuIAP).
À l'issue du conflit, il demeura dans l'armée. En 1953, il fut diplômé de l'Académie de l'état-major général. Il prit sa retraite comme général de brigade (general-major) en 1960. Décédé le 2 septembre 1970 à Moscou, il est enterré au cimetière Golovinskoïe.

## Palmarès et décorations

### Tableau de chasse
Matveï Zotov est crédité de 13 victoires homologuées, obtenues au cours de 163 missions et 52 combats.

### Décorations
- Héros de l'Union soviétique le 28 septembre 1943 (médaille no 1097) ;
- Ordre de Lénine le 28 septembre 1943 ;
- Cinq fois décoré de l'Ordre du Drapeau rouge :

le 6 janvier 1942,
le 29 avril 1943,
le 23 juillet 1944,
le 22 février 1945,
en 1956 ;
- Ordre de la Guerre patriotique de 1re classe le 23 juillet 1945 ;
- Deux fois décoré de l'Ordre de l'Étoile rouge :

le 9 février 1943,
en 1950 ;